# The Fat Guy Strangler
The Fat Guy Strangler (с англ. — «Задушить толстяка») — семнадцатая серия четвёртого сезона мультсериала «Гриффины». Премьерный показ состоялся 27 ноября 2005 года на канале FOX.

## Сюжет
Вместо планового медицинского осмотра Питер отправляется пообедать с Джо, Кливлендом и Куагмиром. Позже Лоис всё-таки заставляет его туда сходить, и врач ставит Питеру диагноз «ожирение», что приводит главу семейства в дурное расположение духа.
Питер случайно разбивает семейный портрет Лоис, и она обнаруживает на изображении ещё одного ребёнка — своего брата (как она уверена). Звонок Лоис отцу ничего не проясняет: тот не хочет говорить на эту тему. Настырная Лоис находит своего пропавшего брата, Патрика, в клинике для душевнобольных.
Уверенная, что Патрик здоров, Лоис добивается его освобождения и поселяет в своём доме. Вскоре Патрик заявляет, что у него есть жена Мэрион, которую никто, кроме него, не видит. Это убеждает Брайана и Стьюи, что он безумен.
Вскоре Питер случайно напоминает Патрику о психологической травме детства, и теперь безумный брат Лоис начинает убивать толстяков.
Тем временем Питер объявляет своей семье, что он смирился со своим ожирением, и собирается организовать «Национальную ассоциацию содействия прогрессу толстяков» (National Association for The Advancement of Fat People (NAAFP)). Однако первое собрание ассоциации не удаётся из-за того, что все присутствующие слишком громко чавкают вредной пищей.
Картер Пьютершмидт звонит Лоис, предупреждая, что Патрик опасен, но та утверждает, что всё в порядке. Однако она начинает беспокоиться участившимися случаями убийств толстяков в городе. Впрочем, ничто не может убедить её в виновности Патрика, даже слова Брайана.
Питер приводит толстяков в свой дом, чтобы спасти их от неведомого убийцы, но Брайан раскрывает ему глаза: убийца — Патрик; и погоня убийцы за толстяками началась…
Брайан приводит Лоис в комнату её брата, она набита мёртвыми и умирающими толстяками, а также картинами, как Патрик убивал их.
Только после этого Лоис с трудом принимает правду. Лоис и Брайан бросаются на выручку Питеру, которого Патрик уже душит в близлежащем лесу Джеймса. Лоис угрожает причинить вред Мэрион, и Патрик отпускает Питера. Патрик приходит в себя, говорит, что не хотел навредить Лоис, и соглашается, что место ему в психиатрической лечебнице. Семья Гриффинов собирается навещать его раз в месяц.

## Создание
Автор сценария: Крис Шеридан.
Режиссёр: Сара Фрост.
Приглашённые знаменитости: Роберт Дауни-младший (в роли Патрика Пьютершмидта) и Боб Баркер (камео).

## Интересные факты